# Rolsted
Rolsted eller Rolfsted er en landsby på Fyn med 471 indbyggere  (2024). Rolsted er beliggende to kilometer nordvest for centrum af Ferritslev og 15 kilometer sydøst for Odenses centrum. Landsbyen tilhører Faaborg-Midtfyn Kommune og er beliggende i Region Syddanmark.
Den hører til Rolfsted Sogn, og Rolfsted Kirke ligger i landsbyen.
I Rolfsted finder man en folkeskole med klassetrin fra 1. til 6. klasse. Herefter går eleverne på Broskolen afd. Bøgehøj i Årslev, hvortil de bliver kørt med bus. Man finder ligeledes selskabslokalerne Stalden.
Rolfhallen ligger ud til Ørbækvej, og danner rammen om fritidslivet for motion og kultur for folk i Rolfsted, Kappendrup, Ferritslev, Hudevad, Ellinge, Herrested/Måre, Sølllinge osv. Rolfhallen er kendt for en årrække med halballer fra 80'erne til 00'erne. Rolfhallen råder ligeledes over selskabslokaler og køkken.
Sportscafeteriet har til huse i Rolfhallen, og leverer kinesisk takeaway og arrangerer buffet-aftener.

## Etymologi
Forleddet menes afled af navnet Roald. Endelsen -sted menes afledt af stath i betydningen -stå, som kan oversættes ved opholdssted eller bosted.

## Historie
Rolsted er første gang nævnt i skriftlige kilder 11. november 1328 som Rolstath og 26. oktober 1387 som Rolstethe.
Rolsted bestod i 1682 af 9 gårde, 1 hus med jord og 1 hus uden jord. Det samlede dyrkede areal udgjorde 253,4 tønder land skyldsat til 77,37 tønder hartkorn. Dyrkningsformen var trevangsbrug. Driften var integreret med driften i Kappendrup.